# Godshill (Île de Wight)
Pour les articles homonymes, voir Godshill.
Godshill est un village et une paroisse civile de l’île de Wight, en Angleterre.
La population était de 1,459 habitants selon le recensement de 2011.